# Laphria pacifica
Laphria pacifica är en tvåvingeart som beskrevs av Paramonov 1958. Laphria pacifica ingår i släktet Laphria och familjen rovflugor. Inga underarter finns listade i Catalogue of Life.